# Scatonomus lauropalui
Scatonomus lauropalui là một loài bọ cánh cứng trong họ Bọ hung (Scarabaeidae).